# سيمولاشن إكس
سيمولاشن إكس لمحاكاة المكونات والبياناتCAE –Software هو برنامج تخصصي للمحاكاة الحاسوبية ويتم تصنيفه تحت الفيزيائية والتقنية. لقد تم إنتاجه وتطويره وتسويقه من قبل شركة..... الألمانية ومقرها الرئيسي مدينة درسدن في ساكسونيا.علماء جامعيين ومهندسون صناعيين عملوا على برمجة هذا البرنامج للتصميم والمحاكاة الحاسوبية والتحليل والفحص التقريبي للأنظمة الميكاترونيكية المعقدة. عن طريق منهج برمجي واحد يقوم البرنامج بمحاكاة التأثير المشترك لمؤثرات فيزيائية مختلفة (الميكانيك ذو البعد الواحد وأنظمة الأجسام المتعددة والتقنيات التشغيلية عن طريق الديناميك الالي والهيدروليك والبنويماتك (علم الضغط) والثرموديناميك والكهرباء والتقنيات المغنطيسية وتقنيات التحكم بنوعيها) يستخدم هذا البرنامج بشكل رئيسي من أجل تطوير أجزاء المركبات الآلية الناقلة لحركة دوران المحرك إلى الشارع أو الطريق. وقد حصل هذا البرنامج في عام 2006 على شهادة الجودة.

## الشركة
هي شركة ألمانية مقرها في ولاية ساكسونيا في مدينة درسدن، عملت على تطوير هدا البرنامج. ITI
وتعمل الشركة بشكل رئيسي في مجال البرمجة وتطوير برامج التشغيل. وللشركة عدد من الفروع في أنحاء مختلفة من العالم. مما يجعلها من الشركات العالمية الرائدة في في تطوير برامج المحاكاة على مستوى العالم.
المجالات والمكتبة
البرنامج مدعوم من قبل برنامج ويندوز ويمكن تشغيله على جميع نسخ ويندوز، ويحتوي البرنامج على مكتبة من المقاطع الجاهزة للاستخدام في مجالات فيزيائية متعددة.
هذه المكتبة تتألف من عدة أجزاء أو أقسام والقوالب الجاهزة أو الموديلات موزعة طبقا لخصائصها الفيزيائية ومجالات استخدامها.
هذه القوالب الجاهزة أو الموديلات الجاهزة للاستخدام تمثل أجزاء تستخدم لتجسيم أنظمة مرتبطة مع بعضها بشكل معقد.
أنظمة الدفع الكهالهيدروليكية والبنوياماتيكية والكهربائية يمكن ربطها أو دمجها مع أنظمة متعددة الأجسام في موديل واحد أو نموذج واحد.ومن خلال الحسابات نستطيع مراقبة وتحليل تصرف هذه الأنظمة.
على هذه الأنظمة تعول صناعة الآلات الثقيلة امالا كبيرة وخصوصا بالاتها الحاوية على على أنظمة التحكم الهيدراوليكية وأنظمة الدفع الهيدراوليكية والكينماتيكا.
برنامج محاكاة النظام SimulationX يشكل جزءا من نظام متكامل ومعقد.
هذا البرنامج مخصص لمحاكاة ظروف الاحتكاك والممانعة وخصوصا حالات الفرامل ولحساب الطاقة اللازمة في علب السرعة والتحكم.
وفي مجالات نقل الطاقة عن طريق جريان السوائل والغازات يمتلك البرنامج أيضا مكتبة اضافية في هذه المجالات مما يمكن استخدامه في مجالات تحت الماء كهيدروليك تحت الأعماق وكهرباء تحت الأعماق. فعلى سبيل المثال يمكننا هذا البرنامج حساب وتحليل الخواص الحركية لنظام ما لدعم وتوزيع النفط والغاز. البرنامج مدعوم من قبل لخة الجسيم والبرمجم مودوليكا.
الشركات المستخدمة للبرنامج:
هناك العديد من الشركات العالمية والمعروفة التي تستخدم هذا البرنامج في تطوير أداء منتجاتها كشركة مرسيدس العالمية (دايملر) لتصنيع السيارات، شركة أودي، شركة BMW, VW, شركة سيمينس. شركة نيكون، شركة ميتسوبيشي وعديد من الشركات العالمية الأخرى

## وصلات خارجية
- الموقع الرسمي